# Petr Jirmus
Petr Jirmus (* 26. prosince 1957, České Budějovice) je český akrobatický pilot.
V letech 1983 až 1986, která jsou považována za „zlatou éru“ československé letecké akrobacie, získal dvakrát titul absolutního mistra světa a dvakrát absolutního mistra Evropy. Stal se také čtyřikrát mistrem ČSSR. Aktivního závodění v letecké akrobacii zanechal v roce 1986.
Je stále aktivním pilotem. Létal s mnoha typy letadel. Působil i ve „vládní letce“ bývalého prezidenta České republiky Václava Havla. Létá (až na krátkou přestávku v roce 2011) pro společnost Travel Service jako kapitán Boeingu 737.
Ve volném čase působí jako rozhodčí akrobatických závodů a rekreačně létá se svým letounem kategorie ULL.

## Úspěchy
- 1983 – Mistrovství Evropy, Ravenna (Itálie) 1. místo
- 1984 – Mistrovství světa, Békéscsaba (Maďarsko), 1. místo
- 1985 – Mistrovství Evropy, Hosín (Československo), 1. místo
- 1986 – Mistrovství světa, South Cerney (Velká Británie), 1. místo
- 1985 – Nejlepší sportovec ČSSR, 1. místo

## Dílo
Petr Jirmus je spoluautorem knihy Přemety pod oblaky vydané nakladatelstvím Naše vojsko, která částečně ich-formou a částečně er-formou popisuje cestu Petra Jirmuse k létání a mistrovským titulům i konec aktivní závodní kariéry.